# Astragalus bibullatus
Astragalus bibullatus е вид растение от семейство Бобови (Fabaceae). Видът е критично застрашен от изчезване.

## Разпространение
Видът е ендемичен за кедровите поляни в басейна на Нашвил в Тенеси. Среща се само в три популации, разположени на няколко километра една от друга в окръг Ръдърфорд.